# Cleora fasciata
Cleora fasciata är en fjärilsart som beskrevs av Louis Beethoven Prout 1916. Cleora fasciata ingår i släktet Cleora och familjen mätare. Inga underarter finns listade i Catalogue of Life.